# Arrelious Benn
Arrelious Markus Benn (Washington, 8 settembre 1988) è un giocatore di football americano statunitense che milita nel ruolo di wide receiver nella National Football League (NFL). Fu scelto nel corso del 2º giro (39º assoluto) del Draft NFL 2010 dai Tampa Bay Buccaneers. Al college ha giocato a football per Illinois.

## Carriera professionistica

### Tampa Bay Buccaneers
Il 16 dicembre 2009, Benn annunciò la sua decisione di rendersi eleggibile per il Draft NFL 2010. Fu scelto nel corso del secondo giro, 39º assoluto dai Tampa Bay Buccaneers. Nella sua stagione da rookie, Benn disputò 15 partite, di cui nove come titolare, ricevendo 395 e segnando 2 touchdown. Nella sua seconda stagione da professionista, il giocatore disputò le prime 14 gare della stagione come titolare, ricevendo un totale di 441 yard e segnando tre touchdown su ricezione.

### Philadelphia Eagles
Il 15 marzo 2013, Benn fu scambiato coi Philadelphia Eagles, insieme a una scelta del settimo giro, per unsa scelta del sesto del sesto giro del Draft NFL 2013 e una scelta da definire del Draft 2014. Il 21 2013, Arrelious Benn firmò un'estensione contrattuale fino al 2014. A causa della rottura del legamento crociato anteriore subito il 5 agosto durante il training camp, Benn perderà tutta la stagione 2013.

### Jacksonville Jaguars
Il 5 gennaio 2015, Benn firmò coi Jacksonville Jaguars. Il 3 settembre 2016 fu svincolato dai Jaguars e ri-firmato il giorno seguente. Il 16 ottobre 2016, nella partita del sesto turno contro i Chicago Bears, Benn segnò un touchdown su una ricezione da 51 yard, il primo dal 2011; i Jaguars vinsero per 17–16.
Il 15 febbraio 2017, Benn rinnovò per un altro anno con i Jaguars. Il 18 novembre 2017 fu segnato nella lista delle riserve a causa di un infortunio al ginocchio.
Il 20 febbraio 2018 i Jaguars rinunciarono a rinnocvare con Benn, che di conseguenza divenne un free agent.